# Luvo Manyonga
Luvo Manyonga (Mbekweni, 8 de enero de 1991) es un deportista sudafricano que compite en atletismo, especialista en la prueba de salto de longitud.
Participó en los Juegos Olímpicos de Río de Janeiro 2016, obteniendo una medalla de plata en su especialidad.
Ganó una medalla de oro en el Campeonato Mundial de Atletismo de 2017, una medalla de plata en el Campeonato Mundial de Atletismo en Pista Cubierta de 2018 y una medalla de oro en los Juegos Panafricanos de 2011.
En 2012 dio positivo por metanfetamina en un control antidopaje y recibió una sanción de 18 meses. En 2021 fue sancionado nuevamente por saltarse una serie de controles, con una inhabilitación de cuatro años.

## Palmarés internacional
| Juegos Olímpicos                     | Juegos Olímpicos         | Juegos Olímpicos | Juegos Olímpicos  |
| Año                                  | Lugar                    | Medalla          | Prueba            |
| ------------------------------------ | ------------------------ | ---------------- | ----------------- |
| 2016                                 | Río de Janeiro (Brasil)  | Medalla de plata | Salto de longitud |
| Campeonato Mundial                   |                          |                  |                   |
| Año                                  | Lugar                    | Medalla          | Prueba            |
| 2017                                 | Londres (Reino Unido)    | Medalla de oro   | Salto de longitud |
| Campeonato Mundial en Pista Cubierta |                          |                  |                   |
| Año                                  | Lugar                    | Medalla          | Prueba            |
| 2018                                 | Birmingham (Reino Unido) | Medalla de plata | Salto de longitud |
| Juegos Panafricanos                  |                          |                  |                   |
| Año                                  | Lugar                    | Medalla          | Prueba            |
| 2011                                 | Maputo (Mozambique)      | Medalla de oro   | Salto de longitud |